# Anoplopisione minuta
Anoplopisione minuta är en ringmaskart som beskrevs av Laubier 1967. Anoplopisione minuta ingår i släktet Anoplopisione och familjen Pisionidae. Inga underarter finns listade i Catalogue of Life.